# Veleropilina seisuimaruae
Veleropilina seisuimaruae is een Monoplacophorasoort uit de familie van de Neopilinidae. De wetenschappelijke naam van de soort is voor het eerst geldig gepubliceerd in 2012 door Kano, S. Kimura, T. Kimura & Warén.